# 新能町停留場
新能町停留場（しんのうまちていりゅうじょう）は、富山県高岡市荻布にある万葉線の停留場。
JR西日本氷見線の能町駅が近くにあり、徒歩での乗り換えが可能である。

## 歴史
- 1948年（昭和23年）4月10日：富山地方鉄道の地鉄高岡（現・高岡駅） - 伏木港間の開業に伴い開設。
- 1959年（昭和34年）4月1日：事業譲渡により、加越能鉄道の駅となる。
- 2002年（平成14年）4月1日：事業譲渡により、万葉線の駅となる。

## 停留場構造
千鳥式ホーム2面2線の地上駅。交差点を挟み、南側に高岡駅停留場方面、北側に六渡寺駅方面ののりばがある。2010年（平成22年）12月には上屋およびスロープが設置され、バリアフリー化されている。 

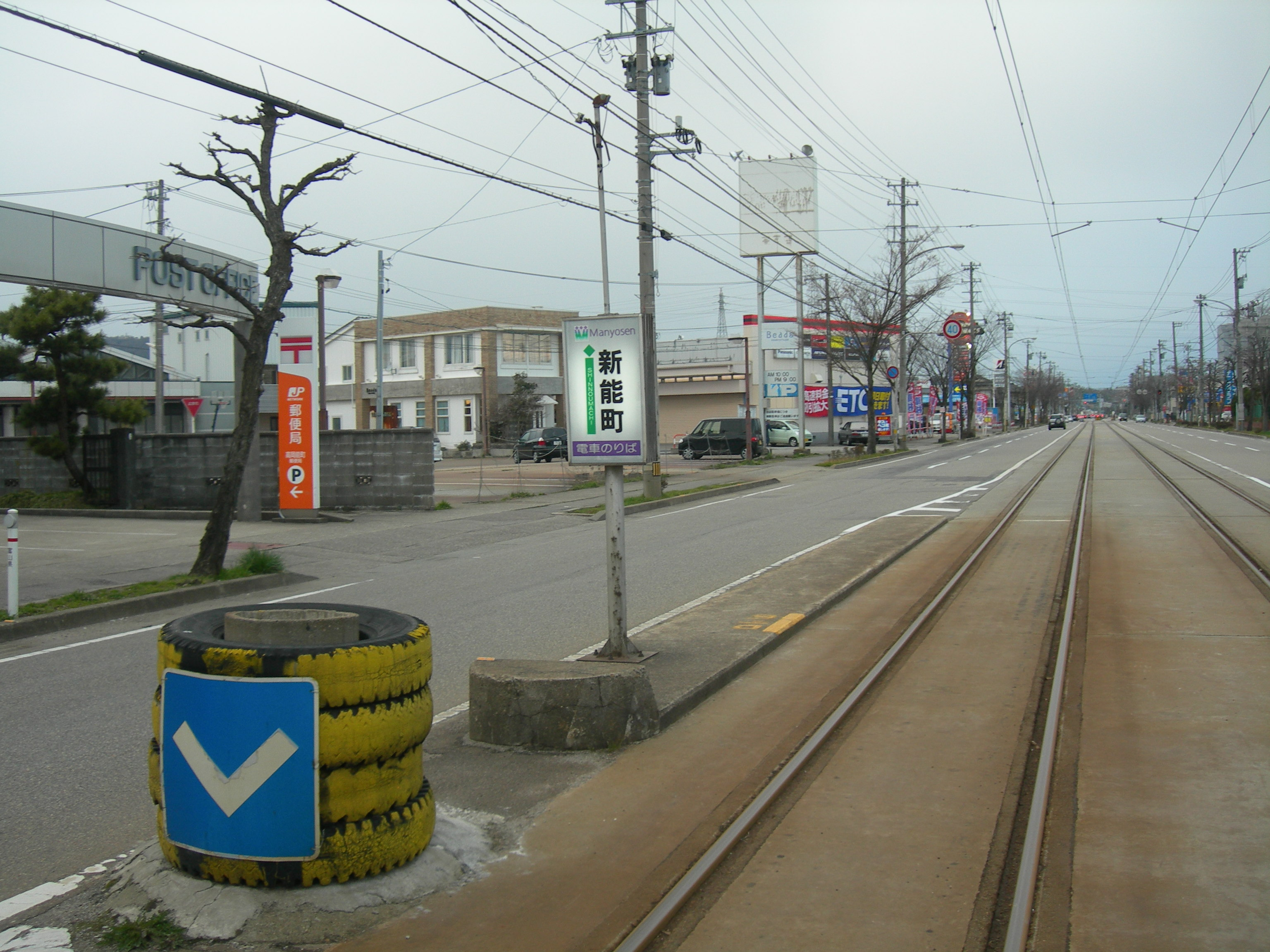
上屋設置前の越ノ潟駅方面のりば （2009年3月）
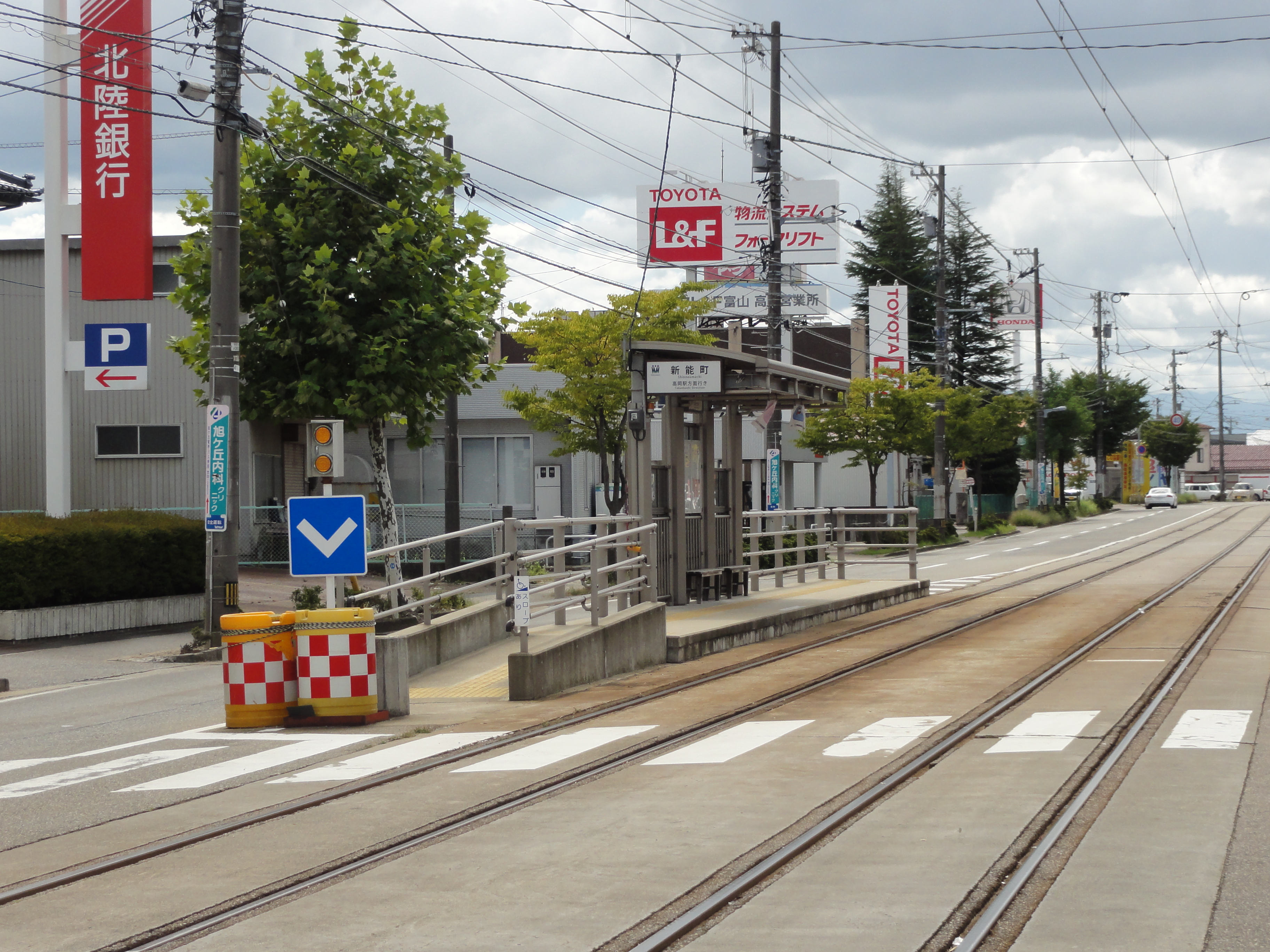
上屋設置後の高岡駅方面のりば （2014年9月）

## 停留場周辺
- 能町駅 - 東に約450メートル
- 高岡能町郵便局
- 北陸銀行能町出張所
- 高岡市農業協同組合能町支店
- 高岡市立能町公民館

## 隣の停留場
万葉線
■万葉線（高岡軌道線）
荻布停留場 - 新能町停留場 - 米島口停留場